# Mike Alstott
Michael Joseph Alstott (Joliet, 21 dicembre 1973) è un ex giocatore di football americano statunitense che ha giocato nel ruolo di fullback per tutta la carriera con i Tampa Bay Buccaneers della National Football League (NFL). Soprannominato A-Train, fu scelto nel corso del secondo giro (35º assoluto) del Draft NFL 1996 dai Buccaneers. Al college ha giocato a football alla Purdue University.
Convocato per sei Pro Bowl, Alstott vinse un anello del Super Bowl coi Bucs nel Super Bowl XXXVII.

## Carriera
Alstott fu scelto nel secondo giro del Draft 1996 dai Tampa Bay Buccaneers. Questi lo utilizzarono principalmente come fullback nelle corse, piuttosto che come fullback bloccatore come stavano iniziando a fare le altre squadre in quel periodo. A Tampa Bay vinse il Super Bowl XXXVII (2002) disputato al Qualcomm Stadium contro gli Oakland Raiders. In quella partita corse 15 yard e segnò il primo touchdown nel Super Bowl nella storia dei Tampa Bay Buccaneers. Ricevette anche 5 passaggi per 43 yard.
Alstott firmò un contratto annuale alla fine della stagione 2005 per rimanere a Tampa Bay e ancora nel 2006. Trascorse tutta la stagione 2007 in lista infortunati per un problema al collo, che portò al suo ritiro il 24 gennaio 2008.

## Palmarès

### Franchigia
- Super Bowl : 1

Tampa Bay Buccaneers: XXXVII
- National Football Conference Championship: 1

Tampa Bay Buccaneers: 2002

### Individuale
- Convocazioni al Pro Bowl: 6

1997, 1998, 1999, 2000, 2001, 2002
- First-team All-Pro: 3

1997, 1998, 1999
- Second-team All-Pro: 1

1996

## Statistiche
| Yard corse             | 5 088 |
| Touchdown su corsa     | 58    |
| Yard ricevute          | 2 284 |
| Touchdown su ricezione | 13    |